# Черногубов, Алексей Александрович
Алексей Александрович Черногубов (1924—1999) — сержант Рабоче-крестьянской Красной Армии, участник Великой Отечественной войны, Герой Советского Союза (1944), лишён всех званий и наград в связи с осуждением.

## Биография
Родился в 1924 году в селе Георгий Чухломского уезда Костромской губернии (ныне Чухломского района Костромской области) в многодетной крестьянской семье. Окончил четыре класса сельской школы. В 1936—1939 годах воспитывался в детском доме в Костроме. Возвратился в родное село, работал в колхозе.
В апреле 1943 года был призван на службу в Рабоче-крестьянскую Красную Армию. Окончил краткосрочные курсы младших командиров. С 1943 года — на фронтах Великой Отечественной войны. Участвовал в Курской битве. Отличился во время битвы за Днепр, в боях на Букринском плацдарме 28 сентября — 3 октября 1943 года в районе села Григоровка Каневского района Черкасской области Украинской ССР. В боях за господствующую высоту, заменив погибшего командира пулемётного расчёта, пулемётным огнём уничтожил более сотни немецких солдат и офицеров, что обеспечило удержание плацдарма. В бою был тяжело ранен.
Указом Президиума Верховного Совета СССР «О присвоении звания Героя Советского Союза генералам, офицерскому, сержантскому и рядовому составу Красной Армии» от 10 января 1944 года за «образцовое выполнение боевых заданий командования на фронте борьбы с немецко-фашистскими захватчиками и проявленные при этом отвагу и геройство» удостоен высокого звания Героя Советского Союза с вручением ордена Ленина и медали «Золотая Звезда» за номером 4427.
Проходил лечение в госпитале в городе Горький (ныне — Нижний Новгород). В мае 1944 года был уволен из рядов вооружённых сил по болезни, ему была присвоена 1-я группа инвалидности. 
После увольнения возвратился в родное село. С 1960 года проживал в селе Судай Чухломского района Костромской области, работал плотником. По воспоминаниям знакомых имел склонность к алкоголю, был нервным и вспыльчивым. Когда однажды у рабочего его бригады пропали 50 рублей, тот обвинил во всём своего бригадира, Алексея Черногубова, избил его, схватился за нож. В ответ Алексей Черногубов схватил ружьё и застрелил своего подчинённого. В ноябре 1967 года состоялся суд. На суде просил дать ему любой срок лишения свободы, но не лишать его звания Героя Советского Союза. Суд приговорил его к 7 годам лишения свободы. 3 сентября 1968 года Указом Президиума Верховного Совета СССР был лишён всех званий и наград.
В 1971 году вернулся домой. Он был лишён персональной пенсии и получал пенсию по инвалидности в размере 32 рублей. Несмотря на всё, в селе его преступником не считали. Алексей Черногубов выступал в школах, на проводах призывников, а в праздничные дни стоял на трибунах. В середине 1990-х годов он обратился в Чухломской районный военный комиссариат через совет ветеранов, где написал ходатайство на имя Президента Российской Федерации, которое было отклонено. На 50-ю годовщину Победы с Красным знаменем в руках возглавлял праздничную колонну. 
14 сентября 1999 года попал в дорожную аварию и скончался от полученных травм. Похоронен в селе Судай Чухломского района Костромской области.
Награждён орденом Отечественной войны 1-й степени (1985), юбилейными медалями. Всех остальных наград был лишён.